# Крерово
Крерово (пол. Krerowo, нім. Kellendorf) — село в Польщі, у гміні Клещево Познанського повіту Великопольського воєводства.
Населення — 263 особи (2011).
У 1975-1998 роках село належало до Познанського воєводства.

## Демографія
Демографічна структура станом на 31 березня 2011 року:
|          | Загалом | Допрацездатний вік | Працездатний вік | Постпрацездатний вік |
| -------- | ------- | ------------------ | ---------------- | -------------------- |
| Чоловіки | 125     | 34                 | 82               | 9                    |
| Жінки    | 138     | 37                 | 77               | 24                   |
| Разом    | 263     | 71                 | 159              | 33                   |